# Thudinië

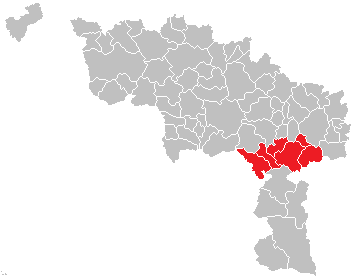
Gemeenten in de streek Thudinië

Thudinië (Thudinie in het Frans) is een Belgische landstreek in de provincie Henegouwen. De streek behoorde vroeger tot het Prinsbisdom Luik.
Deze streek is ten noorden begrensd door de Samber, in het oosten door de Eau d'Heure, in het westen door de Hantes en gaat in het zuiden langzaam over in de Condroz.  Thuin is de hoofdplaats van Thudinië. De gemeenten Thuin, Lobbes, Merbes-le-Château, Erquelinnes, Ham-sur-Heure-Nalinnes en Montigny-le-Tilleul maken deel uit van deze streek.